# 바사노델그라파

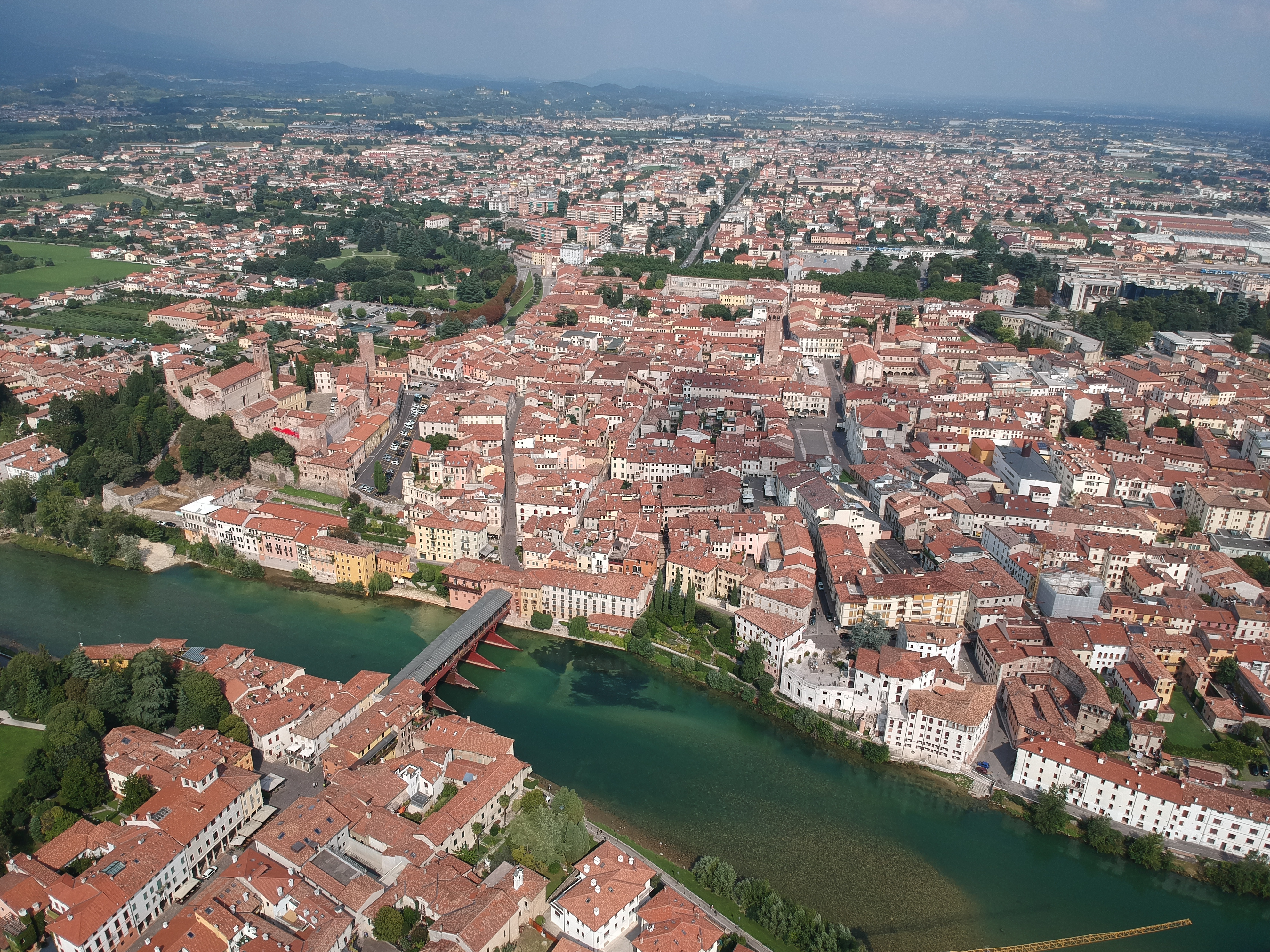
바사노델그라파의 전경

바사노델그라파(이탈리아어: Bassano del Grappa, 베네토어: Basan)는 이탈리아 베네토주 비첸차도의 도시이다. 도시명은 16세기 이탈리아의 화가인 야코포 바사노(Jacopo Bassano)의 이름에서 유래했다. 2018년 기준 인구는 약 43,400명 정도이다.